# Golfbaan De Zeeuwsche
Golfbaan De Zeeuwsche, voorheen Golf Club BurgGolf Middelburg, is een golfclub ten zuidoosten van Middelburg, Zeeland, vlak bij Nieuw- en Sint Joosland.
De club werd in 2009 geopend. De golfbaan is ontworpen door Bruno Steensels en heeft een 9 holes golfbaan en een par-3-baan van 9 holes. De par van de 9-holes baan is 35.